# Test t de Welch
En statistique, le test t de Welch est une adaptation du test t de Student. Il est utilisé notamment pour tester statistiquement l’hypothèse que deux populations aient la même moyenne. Dans ce test, les deux populations peuvent être de taille différente, et avoir des variances différentes. Il s'agit en fait d'une solution approchée du problème de Behrens–Fisher.

## Cadre
On considère deux populations. On y prend deux échantillons :
{\displaystyle X_{1}^{(1)},\dots ,X_{1}^{(N_{1})}}
et 
{\displaystyle X_{2}^{(1)},\dots ,X_{2}^{(N_{2})}}.
On suppose que les échantillons suivent une loi normale ; le premier une loi normale d'espérance {\displaystyle \mu _{1}} (et de variance quelconque) et le second une loi normale d'espérance {\displaystyle \mu _{2}} (et de variance quelconque, potentiellement différente). 
L'hypothèse nulle est {\displaystyle \mu _{1}=\mu _{2}}.

## Calcul de la statistique
La statistique de test est donnée par la formule suivante :
{\displaystyle t={{\overline {X}}_{1}-{\overline {X}}_{2} \over {\sqrt {{s_{1}^{2} \over N_{1}}+{s_{2}^{2} \over N_{2}}}}}\,}
où {\displaystyle {\overline {X}}_{i}}, {\displaystyle s_{i}^{2}} et {\displaystyle N_{i}} sont respectivement la moyenne empirique de l'échantillon {\displaystyle i}, à l'estimateur non-biaisé de sa variance et à la taille de l'échantillon {\displaystyle i}. Contrairement au test t de Student, le dénominateur n'est pas basé sur une estimation de l'ensemble des variances. 
Le calcul des degrés de liberté ν associés à cette estimation de la variance est approché par l'équation de Welch-Satterthwaite :
{\displaystyle \nu ={{\left({s_{1}^{2} \over N_{1}}+{s_{2}^{2} \over N_{2}}\right)^{2}} \over {{s_{1}^{4} \over N_{1}^{2}\cdot \nu _{1}}+{s_{2}^{4} \over N_{2}^{2}\cdot \nu _{2}}}}={{\left({s_{1}^{2} \over N_{1}}+{s_{2}^{2} \over N_{2}}\right)^{2}} \over {{s_{1}^{4} \over N_{1}^{2}\cdot \left({N_{1}-1}\right)}+{s_{2}^{4} \over N_{2}^{2}\cdot \left({N_{2}-1}\right)}}}.\,}
Ici νi = Ni –1, les degrés de liberté sont associés à la ie estimation de la variance.

## Mise en place du test
Une fois le t et ν calculés, ces statistiques peuvent être utilisés avec une loi de Student  à ν degrés de liberté, pour tester l'hypothèse nulle qui stipule que les moyennes de deux populations sont égales (utilisant un test bilatéral), ou l'hypothèse nulle stipulant que la moyenne d'une population est supérieure ou égale à une autre (utilisant un test unilatéral). Lorsque le test est réalisé, celui-ci donne une p-value qui permettra de rejeter ou non l'hypothèse nulle.